# Hajdúszovát
Hajdúszovát è un comune dell'Ungheria di 3.200 abitanti (dati 2001). È situato nella contea di Hajdú-Bihar.